# 三遠南信
三远南信，指日本古代令制国三河、远江、南信浓。為日本近代地理区分之一，其范围包括爱知县东部，静冈县西部，长野县南部。该地区为连接关东地方和浓尾地方、近畿地方的重要交通要道，经济不发达。